# Brzo hodanje
Brzo hodanje (drugi naziv sportsko hodanje) je atletska disciplina koja podrazumijeva utrku osnovnim korakom, tj. napredovanje korakom. 
Postoje dva osnovna pravila:
1. Jedno stopalo hodača mora uvijek biti u (prostim okom vidljivom) dodiru s podlogom, i po tome se razlikuje od trčanja (kod trčanja imamo fazu leta - obje noge u zraku istovremeno);
2. Noga kojom se započinje korak mora biti ispružena u koljenu, tj. nesavijena, od trenutka kontakta s podlogom, do trenutka povratka noge u okomit položaj.

## Discipline
Uobičajene discipline su:
- u dvorani: 5000 m za muškarce i 3000 m za žene
- 10 km - za mlađe kategorije (mlađi i stariji juniori) te rjeđe za muškarce i za žene
- 20 km - za muškarce i za žene
- 35 km - za muškarce i za žene
- 50 km - za muškarce (najduža Olimpijska disciplina) i žene

## U Hrvatskoj
Prvo atletsko natjecanje u Hrvatskoj bila je utrka u brzom hodanju na 11 km; organizirao ju je PNIŠK 30. srpnja 1905. Prvi atletski miting u Hrvatskoj, organizirao je također PNIŠK, 17. svibnja 1908. na prvoj atletskoj stazi u Hrvatskoj, koja je išla oko nogometnog igrališta na Koturaškoj cesti. Discipline na mitingu su bile hodanje na 5000 m i trčanje na 100 jarda.

### Zanimljivosti
Abdon Pamich, rođen u Rijeci u kojoj je živio do 14. godine, osvojio je zlato na OI 1960. i broncu na OI 1964. u brzom hodanju za Italiju te je postavio svjetski rekord na 50 km.